# Dugi Rat
Dugi Rat ist eine dalmatinische Gemeinde in der Gespanschaft Split-Dalmatien, Kroatien. Dugi Rat hat 6876 Einwohner (Volkszählung 2011). Sehenswürdigkeiten sind der Berg Mosnjica und die Kirche St. Mark. Dugi Rat besitzt einen Kiesstrand.

## Dörfer in der Gemeinde
Einwohner laut Volkszählung 2011:
- Duće – 1561
- Dugi Rat – 3442
- Jesenice – 2089